# Contea di Winona
La contea di Winona in inglese Winona County è una contea dello Stato del Minnesota, negli Stati Uniti. La popolazione al censimento del 2000 era di 49 985 abitanti. Il capoluogo di contea è Winona.